# 黃國安
黃國安（英語：Wong Kwok On，1961年11月19日—），香港已退役足球運動員，司職中场和清道夫，曾先後效力精工、南華和東方等多支香港職業球隊。

## 球員生涯
黃國安中學就讀於鄧鏡波學校。1977年，入選香港足總青年軍，經盧德權教練介紹加入愉園預備組，半季後轉到吉卜賽足球會，參與區際賽事。1978年，投考南華成功，下半季於甲組聯賽出道，獲吳偉文教練看好。1982年，黃國安遇上重傷，需到荷蘭進行手術，傷癒後轉投聯賽班霸精工，效力精工期間贏盡本地足球錦標。1986年，精工解散後重投南華。1988年隨班主林建岳轉到商業球隊麗新花花，當季成為盃賽雙冠王。1991年轉到另一支商業球隊依波路，再度成為盃賽雙冠王。1993年至1996年，效力東方，是「東方王朝」的重要一員。

## 國際賽生涯
黃國安是1980年代香港足球代表隊主力球員。1985年，黃國安於世界盃亞洲區外圍賽分組賽作客對陣中國（五一九一役）中擔任正選中場。

## 榮譽
精工
- 香港甲組聯賽冠軍（1982-83、1983-84、1984-85）
- 香港高級組銀牌冠軍（1984-85）
- 香港足總盃冠軍（1985-86）
- 香港總督盃冠軍（1983–84、1984–85、1985–86）

南華
- 香港甲組聯賽冠軍（1986-87、1987-88）
- 香港高級組銀牌冠軍（1987-88）
- 香港足總盃冠軍（1987-88）
- 香港總督盃冠軍（1979-80、1986-87、1987-88）

麗新花花
- 香港足總盃冠軍（1988-89）
- 香港總督盃冠軍（1988-89）

依波路
- 香港足總盃冠軍（1991-92）
- 香港總督盃冠軍（1991-92）

東方
- 香港甲組聯賽冠軍（1993-94、1994-95）
- 香港足總盃冠軍（1993-94）
- 香港高級組銀牌冠軍（1993-94）

個人
- 香港足球明星選舉最佳十一人三次（1983-84、1985-86、1991-92季度）